# オンライン作家
オンライン作家（オンラインさっか）とは、インターネット上で小説やCGなどの個人作品を公開している人のことである。また「アマチュア作家」や「インディーズ作家」や「ネット作家」とも呼ばれる。小説投稿サイトや、著作者本人によるウェブサイトなどを中心に活動を続け、中には出版社からスカウトを受けてプロデビューを果たす者もいる。

## 概要
ネット環境化が進み、ナローバンドからブロードバンドが一般化していくにつれてネット上で自ら作った作品を公開する者達が急増し、今となっては世界中で大勢の作家達が活動を行っている。オンライン作家の区別としては限りがなく、詩や小説を執筆する者、絵を描く者や写真家も含まれる。